# Siirtspor
Siirt Spor Kulübü – turecki klub piłkarski, grający w Siirt Amatör Ligi, mający siedzibę w mieście Siirt.

## Historia
Klub został założony w 1969 roku. W 2000 roku wywalczył swój historyczny awans do pierwszej ligi tureckiej. W swoim debiutanckim sezonie zajął w niej 16. miejsce i spadł o klasę niżej. Był to jak do tej pory (stan na 2015 rok) jedyny sezon Siirtsporu w tureckiej ekstraklasie.

## Historia występów w pierwszej lidze
| Sezon     | Pozycja      | M  | Pkt. | Z | R | P  | GZ | GS |
| --------- | ------------ | -- | ---- | - | - | -- | -- | -- |
| 2000/2001 | 16. (spadek) | 34 | 24   | 6 | 6 | 22 | 47 | 81 |

## Reprezentanci kraju grający w klubie
Stan na czerwiec 2015
| - Erkan Avseren - Cüneyt Aksu - Oktay Derelioğlu - Ceyhun Eriş - Hamza Hamzaoğlu - Orhan Kapucu - Ersen Martin | - Hasan Özer - Mustafa Özer - Evren Nuri Turhan - Effat Sayed Nassar - Fernand Coulibaly - Sam Abouo |